# فنسنت ألارد
فنسنت ألارد (بالفرنسية: Vincent Allard)‏ هو عالم حشرات فرنسي، ولد في 18 ديسمبر 1921، وتوفي في 22 يناير 1994.